# Recarga operada a gás

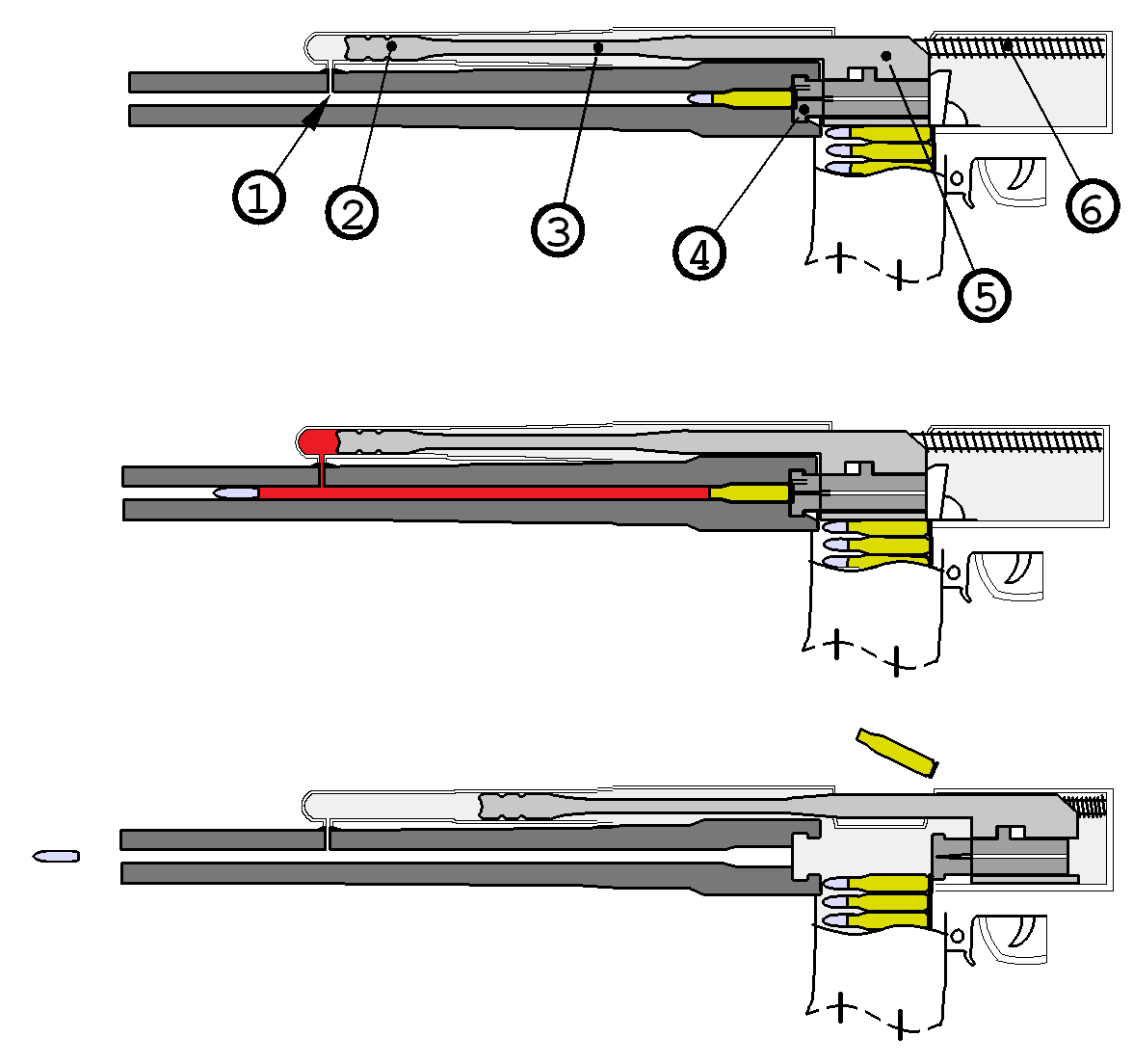
Arma de fogo operada a gás (pistão de curso longo, por exemplo AK-47). 1) janela de gás, 2) cabeça do pistão, 3) haste, 4) ferrolho, 5) conjunto do ferrolho, 6) mola.

A operação a gás é um sistema de operação usado para fornecer energia para operar armas de fogo de culatra trancada e de carregamento automático. Na operação a gás, uma porção de gases de alta pressão do cartucho que está sendo disparado é usada para acionar um mecanismo para descartar o estojo gasto e inserir um novo cartucho na câmara. A energia do gás é aproveitada por meio de uma abertura no cano ou de uma armadilha na boca do cano. Este gás de alta pressão colide com uma superfície, como uma cabeça do pistão, para fornecer movimento para destrancar a ação, extração do estojo gasto, ejeção, engatilhar o cão ou percussor, carregar um novo cartucho e trancar a ação.

## História
A primeira menção ao uso de um pistão a gás em um fuzil de carregamento pela culatra, e de tiro único, vem de 1856, pelo alemão Edward Lindner, que patenteou sua invenção nos Estados Unidos e na Grã-Bretanha. Em 1866, o inglês William Curtis registrou a primeira patente de um fuzil de repetição operado a gás, mas posteriormente não conseguiu desenvolver mais essa ideia. Entre 1883 e 1885, Hiram Maxim registrou uma série de patentes sobre retrocesso, recuo e operação a gás. Em 1885, um ano após a primeira patente operada a gás de Maxim, um inventor britânico chamado Richard Paulson, que um ano antes havia patenteado um fuzil e uma pistola operados por retrocesso direto, novamente, um ano após a primeira patente de retrocesso de Maxim, patenteando um fuzil e pistola operados a pistão de gás, que ele alegou poderia ser usado com ferrolhos deslizantes, rotativos ou cadentes. Ele também patentearia um revólver a gás em 1886. Não se sabe se Paulson já construíra protótipos de suas patentes, mas de acordo com AWF Taylerson, um historiador de armas de fogo, seu revólver patenteado provavelmente seria viável. Em 1886, uma conversão a gás do fuzil italiano Vetterli foi produzida pelo italiano Amerigo Cei-Rigotti, que ele também afirmou que poderia ser adaptado para outros fuzis de carregador. Embora sua conversão tenha recebido aprovação positiva no início, a ponto de ser oficialmente adotada pela Marinha Real Italiana após novos refinamentos em 1895, os pedidos para a arma nunca chegaram (por razões desconhecidas) e outra variante desenvolvida em 1900 teve um desempenho ruim em testes conduzidos por uma variedade de nações, levando ao seu abandono. Em 1887, um inventor americano chamado Henry Pitcher patenteou um sistema de conversão operado a gás que, segundo ele, poderia ser aplicado a qualquer fuzil de carregador operado manualmente. Em 1890, ele patentearia e enviaria um fuzil original operado a gás para teste pelo governo dos Estados Unidos, mas teve um desempenho ruim e nunca foi adotado, apesar de ser oferecido comercialmente para o mercado civil. Na década de 1880, um fuzil e uma pistola operados por pistão a gás foram desenvolvidos pelos irmãos Clair da França, que receberam uma patente francesa e apresentaram protótipos para teste pelo Exército Francês em 1888, embora a verdadeira data de sua invenção seja incerta. Eles também produziriam um fuzil semiautomática no início da década de 1890. Em 1889, o austro-húngaro Adolf Odkolek von Újezd registrou uma patente para a primeira metralhadora a gás bem-sucedida.

## Sistemas de pistão
A maioria dos sistemas de gás atuais emprega algum tipo de pistão. A face do pistão é influenciada pelo gás de combustão de uma janela no cano ou uma armadilha na boca do cano. As primeiras armas, como o protótipo "melindroso" de Browning, o fuzil Bang e o fuzil Garand, usavam gás de pressão relativamente baixa na boca do cano ou perto dela. Isso, combinado com peças operacionais maiores, reduziu a tensão no mecanismo. Para simplificar e tornar a arma de fogo mais leve, era necessário usar o gás mais próximo da câmara. Este gás de alta pressão tem força suficiente para destruir uma arma de fogo, a menos que seja regulado de alguma forma. A maioria das armas de fogo operadas a gás depende do ajuste do tamanho da janela de gás, da massa das peças operacionais e das pressões das molas para funcionar. Vários outros métodos são empregados para regular a energia. A carabina M1 incorpora um pistão muito curto, ou "tucho". Este movimento é estreitamente restringido por um recesso do ombro. Este mecanismo inerentemente limita a quantidade de gás retirado do cano. O fuzil M14 e a metralhadora M60 usam o sistema de expansão e corte White para impedir (cortar) a entrada de gás no cilindro quando o pistão percorre uma curta distância. A maioria dos sistemas, no entanto, libera o excesso de gás na atmosfera por meio de ranhuras, orifícios ou janelas.

### Armadilha de gás
Um sistema de armadilha de gás envolve "aprisionar" o gás de combustão quando ele sai do cano. Este gás colide com uma superfície que converte a energia em movimento que, por sua vez, ativa a ação da arma de fogo. Como o movimento resultante é para a frente em direção ao cano da arma, algum tipo de sistema mecânico é necessário para traduzir isso no movimento para trás necessário para operar o ferrolho. Isso aumenta a complexidade do mecanismo e seu peso, e a colocação da armadilha geralmente resulta em uma arma mais longa e permite que a sujeira entre facilmente no mecanismo. Apesar dessas desvantagens, eles usavam gás de pressão relativamente baixa e não exigiam um orifício no cano, o que os tornava atraentes nos primeiros projetos. O sistema não é mais usado em armas modernas.
Hiram Maxim patenteou um sistema de boca do cano em 1884, descrito na Patente E.U.A. 319 596, embora não se saiba se esta arma de fogo já foi prototipada. John Browning usou gás preso no cano para operar uma "melindrosa" no primeiro protótipo de arma de fogo a gás descrito na Patente E.U.A. 471 782 e usou uma ligeira variação desse desenho na metralhadora M1895 Colt-Browning "escavadora de batatas". O fuzil dinamarquês Bang usava um copo de boca do cano soprado para a frente por gás da boca para operar a ação por meio de barras de transferência e alavancagem. Outros fuzis de armadilha de gás foram os primeiros M1 Garand de produção e o alemão Gewehr 41 (ambos os modelos Walther e Mauser).
Os governos americano e alemão exigiam que suas armas operassem sem que um furo fosse feito no cano. Ambos os governos adotariam primeiro armas e depois abandonariam o conceito. A maioria dos fuzis americanos M1 Garand anteriores foram adaptados com pistões de gás de curso longo, tornando os fuzis de armadilha de gás sobreviventes valiosos no mercado de colecionadores.

### Curso longo

Diagrama do sistema de operação de gás de curso longo.

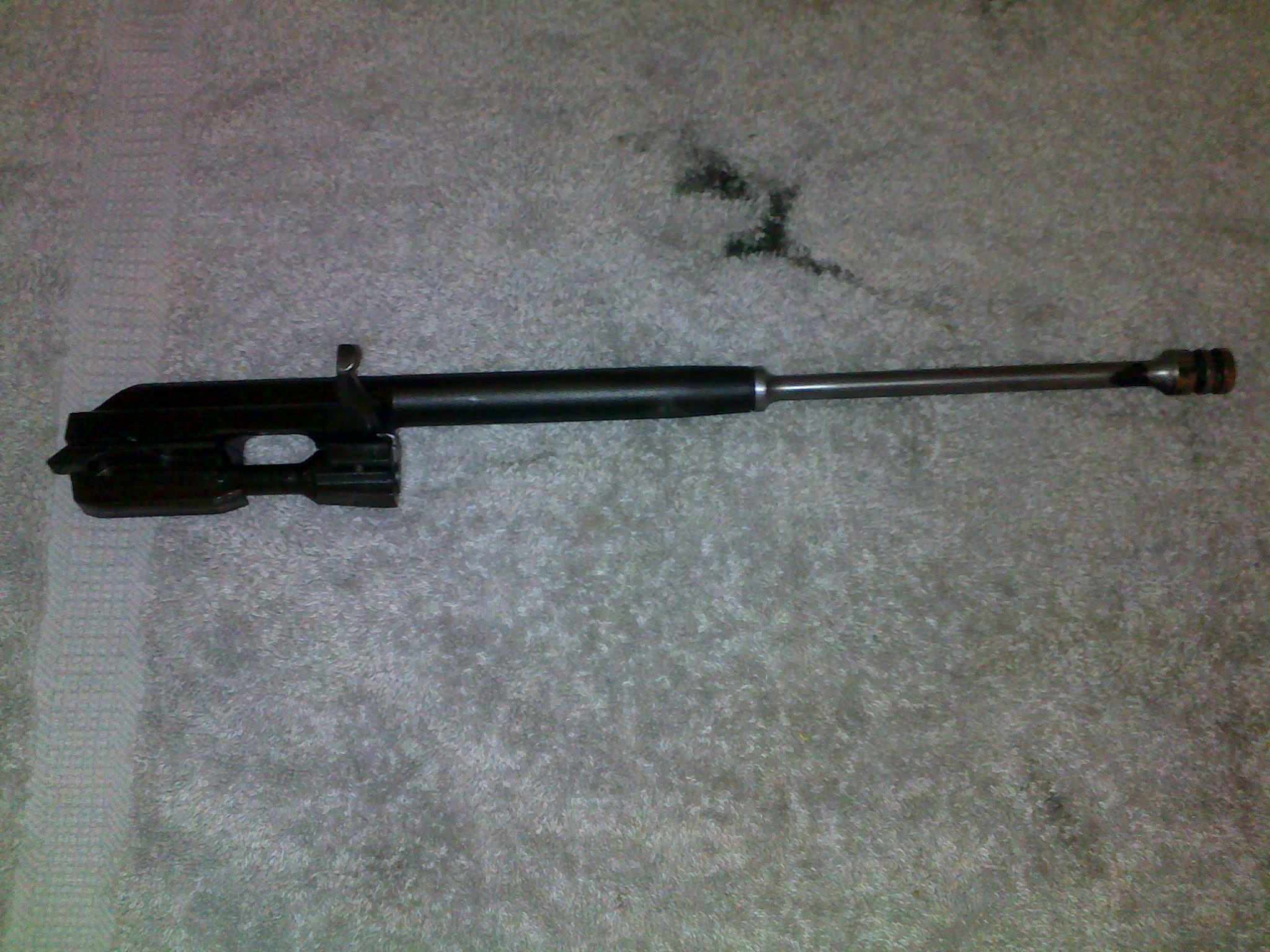
Pistão de gás de curso longo, de um AK-74.

Com um sistema de curso longo, o pistão é fixado mecanicamente ao grupo do ferrolho e se move durante todo o ciclo operacional. Este sistema é usado em armas como as metralhadoras Bren, FN MAG e FN Minimi, e os fuzis AK-47, Tavor, FN FNC e M1 Garand. A principal vantagem do sistema de curso longo é que a massa da haste do pistão aumenta o impulso do conjunto do ferrolho, permitindo extração, ejeção, carregamento e trancamento mais positivos. A principal desvantagem desse sistema é a interrupção do ponto de mira devido a vários fatores, como: a mudança do centro de massa durante o ciclo de ação, paradas abruptas no início e no final do curso do ferrolho e uso do cano como um fulcro para conduzir o ferrolho de volta. Além disso, devido à maior massa de partes móveis, é necessário mais gás para operar o sistema que, por sua vez, requer peças operacionais maiores.

### Curso curto

Pistão de gás de curso curto.

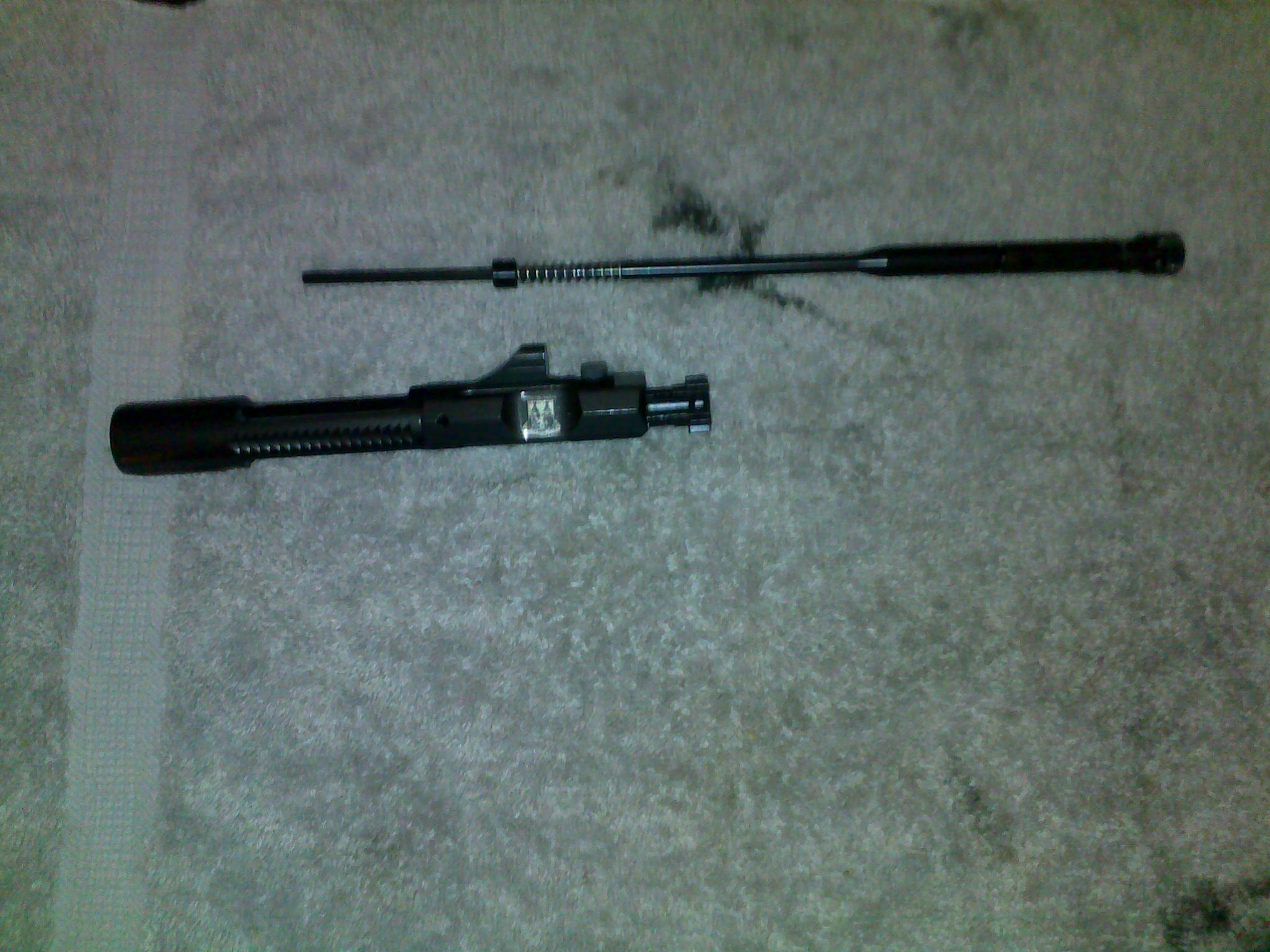
Pistão a gás de curso curto e grupo do conjunto do ferrolho, de um pistão a gás AR-15.

Com um sistema de curso curto ou tucho, o pistão se move separadamente do grupo do ferrolho. Ele pode empurrar diretamente as partes do grupo do ferrolho, como na carabina M1, ou operar através de uma biela ou conjunto, como no Armalite AR-18 ou no SKS. Em ambos os casos, a energia é transmitida em um empurrão curto e abrupto e o movimento do pistão de gás é interrompido, permitindo que o conjunto do ferrolho continue no ciclo operacional por meio da energia cinética. Isso tem a vantagem de reduzir a massa total das peças que recuam em comparação com um pistão de curso longo. Isso, por sua vez, permite um melhor controle da arma devido a menos massa que precisa ser parada em cada extremidade do curso do conjunto do ferrolho. Este projeto está disponível nos mercados civil e militar como retrofit para a família de armas AR-15 para solucionar as deficiências do sistema de gás Stoner.

### Curso curto fixo
É um cruzamento entre um pistão a gás de curso curto e um sistema de pistão a gás de curso longo tipo M1 Garand. É semelhante a um pistão de curso curto regular em operação porque também usa um pistão de gás aberto que possui uma cavidade de impacto em sua cabeça, que repousa sobre um bloco de gás no cano. No entanto, assim como o sistema de pistão a gás de curso longo usado no M1 Garand, o conjunto do pistão é integrado à haste de operação e se move com o grupo do conjunto do ferrolho.
A ressalva deste sistema é que ele tem massa móvel mais pesada do que os modernos sistemas de pistão a gás de longo curso usados em fuzis como o AK-47, Tavor, FN FNC, etc. Portanto, as armas de fogo que usam esse sistema têm um recuo percebido mais alto do que suas contrapartes modernas equivalentes de pistão a gás de curso longo.

### Recesso retardado por gás
O ferrolho não está travado, mas é empurrado para trás pelos gases propulsores em expansão, como em outros projetos baseados em recesso. No entanto, os gases propulsores são ventilados do cano para um cilindro com um pistão que atrasa a abertura do ferrolho. Este sistema é usado pelo fuzil Volkssturmgewehr 1-5, e pelas pistolas Heckler & Koch P7, Steyr GB e Walther CCP.

### Câmara flutuante

Câmara flutuante.

Para evitar o consumo de muita munição relativamente cara, muitos exércitos, incluindo o Exército dos Estados Unidos, treinaram equipes de metralhadoras com munições de subcalibre menos caras no final do século XIX e na primeira metade do século XX. Para fazer isso, eles precisavam de um cartucho .22 LR barato para operar armas de fogo projetadas para usar o cartucho .30-06. David Marshall Williams inventou um método que envolvia uma câmara flutuante separada que agia como um pistão de gás com o gás de combustão incidindo diretamente na frente da câmara flutuante. O kit de conversão Colt Service Ace calibre .22 para a pistola calibre .45 M1911 também usou o sistema Williams, que permite um deslizamento muito mais pesado do que outras conversões operando no mecanismo de recesso não aumentado e torna o treinamento com a pistola convertida mais realista. Uma câmara flutuante fornece força adicional para operar a corrediça mais pesada, proporcionando um nível de recuo percebido semelhante ao de um cartucho de energia total.

## Impacto direto

Impacto direto.

O método de operação de impacto direto libera gás de parte do cano através de um tubo para as partes de móveis de um fuzil, onde eles colidem diretamente com o conjunto do ferrolho. Isso resulta em um mecanismo mais simples e mais leve. As armas de fogo que usam este sistema incluem o fuzil francês MAS-40 de 1940 e o fuzil sueco Ag m/42 de 1942. O sistema de gás Stoner da série americana M16 e M4 utiliza um tubo de gás para impactar diretamente o conjunto do ferrolho, enquanto o M27 do USMC é baseado no HK416 acionado por pistão curto. Uma vantagem principal é que as partes móveis são colocadas alinhadas com o eixo do orifício, o que significa que a imagem visual não é tão perturbada. Isso oferece uma vantagem particular para mecanismos totalmente automáticos. Tem a desvantagem do gás propulsor de alta temperatura (e a incrustação que o acompanha) ser soprado diretamente nas partes da ação. A operação de impacto direto aumenta a quantidade de calor que é depositado no receptor durante o disparo, o que pode queimar e encobrir os lubrificantes. O ferrolho, extrator, ejetor, pinos e molas também são aquecidos pelo mesmo gás de alta temperatura. Esses fatores combinados reduzem a vida útil dessas peças, a confiabilidade e o tempo médio entre falhas.

## Outros usos de gás em armas de fogo

Animação da operação da boca do cano da Vickers, mostrando os gases em expansão empurrando o cano para trás em relação à camisa de resfriamento.

Vários outros usos foram encontrados para gases de escape além de auxiliar no ciclismo:
Reforço da boca do cano
As metralhadoras francesas Chauchat, alemãs MG 34 e MG 42, a metralhadora britânica Vickers e algumas outras armas de fogo operadas por recuo usam um mecanismo estilo armadilha de gás para fornecer energia adicional para "impulsionar" a energia fornecida pelo recuo. Este "impulso" fornece cadências de disparo mais altas e/ou operação mais confiável. É também chamado de auxiliar de gás e também pode ser encontrado em alguns tipos de adaptadores de festim.
Ejeção de gás
Patenteada por August Schüler, a pistola Reform apresentava uma fileira vertical de canos que avançavam para cima a cada tiro, expondo a câmara disparada. Quando o cano inferior disparava, um orifício de gás entre os canos pressurizou o cano vazio o suficiente para ejetar o estojo para trás. Uma espora estendida no cão impediria que o estojo expelido atingisse o rosto do atirador. O caso final exigia extração manual.